# I'll Follow the Sun
I'll Follow the Sun is een lied uit 1964 dat is uitgebracht op de LP Beatles for Sale van de Britse popgroep The Beatles. Het lied staat op naam van het schrijversduo Lennon-McCartney, maar is geschreven door McCartney toen hij ongeveer 16 jaar was.

## Achtergrond
I'll Follow the Sun is een van de oudste Lennon-McCartney liedjes. McCartney schreef het nummer in 1959 in het huis van zijn ouders aan Forthlin Road in Liverpool, nadat hij hersteld was van de griep. Hoewel het een van de oudste nummers uit het repertoire van The Beatles was, speelden ze I'll Follow the Sun zelden tijdens optredens. Volgens McCartney kwam dit omdat het nummer niet goed genoeg was en niet goed paste bij het rock-'n-roll- en R&B-imago dat The Beatles in hun beginjaren hadden. Onder de druk van het moeten afleveren van een nieuw album voor het einde van het jaar en bij gebrek aan beter materiaal, werd het nummer alsnog opgenomen voor Beatles for Sale.

## Opnamen
Op 18 oktober 1964 namen The Beatles I'll Follow the Sun op in de Abbey Road Studios in Londen. Er werden acht takes van het nummer opgenomen door The Beatles. Pas in de laatste take werd de elektrische gitaarsolo toegevoegd aan het nummer, in de eerdere takes was steeds een solo op akoestische gitaar te horen. Op I'll Follow the Sun speelt Ringo Starr niet zoals gebruikelijk op drums, maar tikt hij op zijn knieën. Volgens McCartney werd dit bedacht omdat The Beatles niet wilden dat al hun nummers hetzelfde klonken, zodat ze constant op zoek waren naar andere vormen van instrumentatie.

## Credits
- Paul McCartney - zang, akoestische gitaar, basgitaar
- John Lennon - achtergrondzang, akoestische gitaar
- George Harrison - leadgitaar
- Ringo Starr - percussie